# Lucien Brusque
Pour les articles homonymes, voir Brusque.
Lucien Brusque, né le 13 octobre 1919, est un résistant français pendant la Seconde Guerre mondiale, mort fusillé le 12 novembre 1940.

## Biographie
Lucien Brusque était marin-pêcheur et habitait à Saint-Valery-sur-Somme.
Il est fusillé dans les fossés de la citadelle d’Amiens, le 12 novembre 1940 à 10h avec Émile Masson, un jeune batelier de 18 ans, « pour avoir agi comme franc-tireur et pour avoir commis des actes de violence et de sabotage de câbles téléphoniques au préjudice de l’armée allemande » selon la Cour martiale. Ce sont les deux premiers fusillés de Picardie.
Pour effrayer la population, leur exécution est annoncée par voie d’affiches où ils sont qualifiés de « francs-tireurs ».

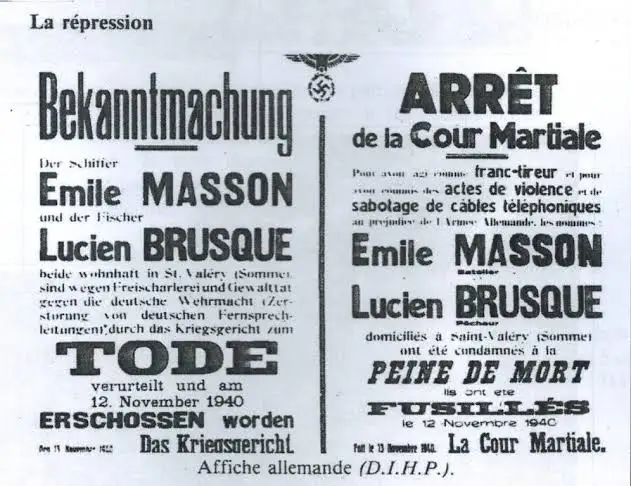

Un soldat allemand prit une photo de cette exécution et la fit développer chez un photographe amiénois, Pierre Caron, qui parvint à en transmettre un tirage à la Résistance. Cette photo est parvenue en Angleterre et fut publiée dans la presse anglo-saxonne.

## Hommage posthume
A Saint-Valery-sur-Somme : son nom est inscrit sur une stèle, rue Roche Madone.

## Pour approfondir

### Filmographie
- Apocalypse, la Deuxième Guerre mondiale film documentaire en six épisodes d'Isabelle Clarke et Daniel Costelle - épisode 3 « Le Choc », 2009.